# Micah Parsons
Micah Aaron Parsons (Harrisburg, Pensilvania, 26 de mayo de 1999) más conocido como Micah Parsons, es un jugador profesional estadounidense de fútbol americano que se desempeña en la posición de linebacker en Dallas Cowboys, equipo de la National Football League (NFL).

## Carrera

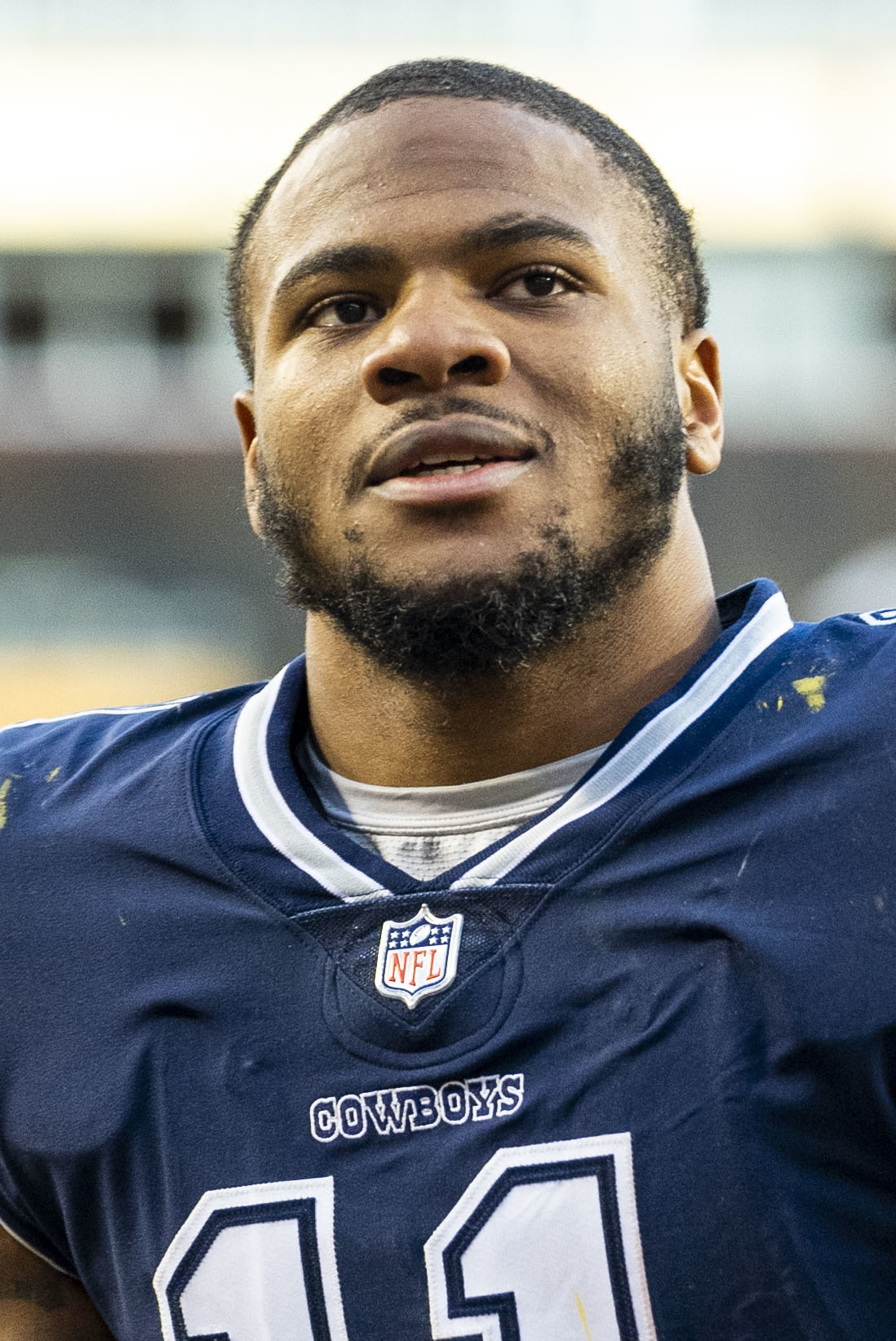
El apoyador de los Dallas Cowboys, Micah Parsons, después de un juego contra el Washington Football Team en el FedEx Field el 12 de diciembre de 2021.

Fue seleccionado en la primera ronda en la Reunión Anual de Selección de Jugadores de la NFL de 2021. Hizo su debut profesional con el equipo Dallas Cowboys, donde lleva jugando tres temporadas.